# 沙尔塞
沙尔塞（法語：Charrecey，法語發音：[ʃaʁsɛ]）是法国索恩-卢瓦尔省的一个市镇，属于索恩河畔沙隆区。

## 地理
沙尔塞（46°50'20"N, 4°40'1"E）面积5.48 平方千米，位于法国勃艮第-弗朗什-孔泰大區索恩-卢瓦尔省，该省份为法国中部省份，北起顺时针与科多尔省、汝拉省、安省、罗讷省、卢瓦尔省、阿列省和涅夫勒省接壤。
与沙尔塞接壤的市镇（或旧市镇、城区）包括：德讷河畔圣莱热、阿吕兹、梅尔屈雷、圣马尔德沃。

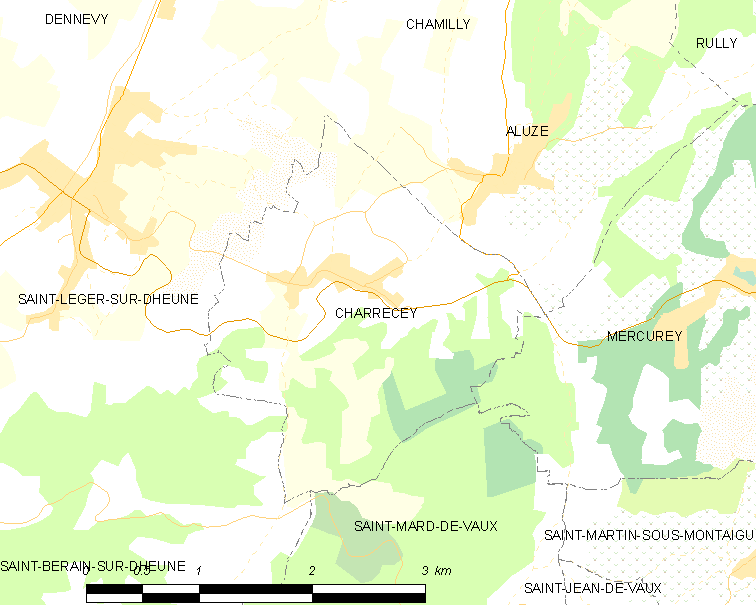
沙尔塞的OSM定位图

沙尔塞的时区为UTC+01:00、UTC+02:00（夏令时）。

## 行政
沙尔塞的邮政编码为71510，INSEE市镇编码为71107。

## 政治
沙尔塞所属的省级选区为沙尼县。

## 人口

1962-2008年间沙尔塞人口变化图示

沙尔塞于2022年1月1日时的人口数量为330人。